# Centre galactique

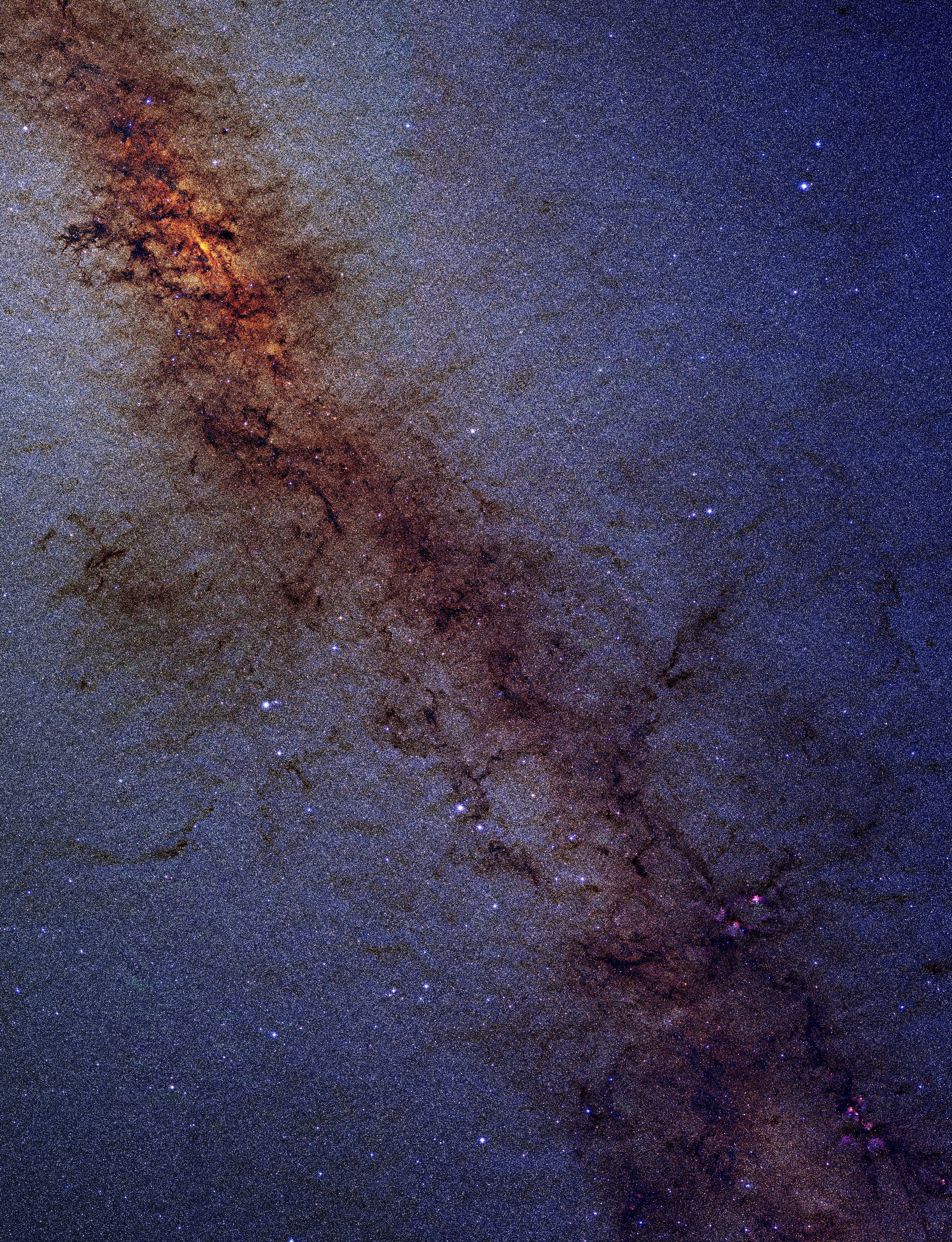
Centre galactique, image infrarouge.

Le centre galactique est le centre de rotation du disque de la Voie lactée, galaxie comprenant la planète Terre. Il est situé à une distance de (8 178 ± 26) parsecs, soit (26 673 ± 83) années-lumière, du Soleil dans la région lumineuse la plus étendue de la Voie lactée, dans la direction de la constellation zodiacale du Sagittaire.
En raison de la présence de poussières sur la ligne de visée, responsables d'environ 30 magnitudes d'atténuation de la luminosité dans le spectre visible, le centre galactique n'est pas observable en longueurs d'onde visibles, ultraviolettes et rayons X. Toute l'information connue sur le centre galactique provient des grandes ondes (infrarouge, submillimétrique, radio) et des ondes courtes (rayons X durs, rayons gamma).

## Description
La source radio complexe Sagittarius A semble être située presque exactement au centre galactique. Elle contient la puissante source radio ponctuelle Sagittarius A* (Sgr A*), dont de nombreux astronomes pensent qu'elle est associée à un trou noir supermassif de trois à quatre millions de masses solaires, coïncidant exactement avec le centre gravitationnel de la Galaxie. L'accrétion de matière autour du trou noir, probablement par le biais d'un disque d'accrétion autour de celui-ci, serait la source d'énergie qui produit la source radio compacte, elle-même bien plus grande que le trou noir. Celui-ci est trop petit (environ 14 rayons solaires ou 10 microsecondes d'arc) pour qu'on puisse le distinguer (c'est-à-dire voir sa silhouette) avec les instruments actuels.
Le parsec central est entouré d'un tore de poussières, le disque circo-nucléaire, et contient d'une part la région HII Sagittarius A Ouest, surnommée « minispirale » du fait de sa forme caractéristique, et d'autre part un amas d'étoiles. Celui-ci est dominé (en nombre) par une population d'étoiles vieilles, mais contient également un nombre élevé d'étoiles massives de formation récente (quelques millions d'années). Contrairement aux étoiles vieilles, qui constituent un amas sphérique isotrope, ces étoiles massives sont organisées en deux disques qui présentent une rotation cohérente. La seconde d'arc centrale semble ne contenir que des étoiles B, massives également, qui tournent autour du trou noir central sur des orbites excentriques. Leurs plans orbitaux semblent disposés aléatoirement. La plus célèbre de ces étoiles, S2, a une période orbitale d'une quinzaine d'années seulement. L'observation de son orbite permet la mesure la plus précise de la distance au centre galactique (7,62 ± 0,32 kpc (∼24 900 al)) et de la masse du trou noir (3,61 ± 0,32 millions de masses solaires).
Sgr A* n'est peut-être pas le seul trou noir dans le parsec central : en effet, une équipe internationale de chercheurs, menée par le français Jean-Pierre Maillard, a découvert la présence d'un amas compact d'étoiles à seulement quelques secondes d'arc du trou noir central : GCIRS 13E. La dispersion des vitesses au sein de cet amas, ainsi que la nécessité de résister aux forces de marée dues à Sgr A*, indiquent que GCIRS 13E doit avoir une masse d'au moins mille ou dix mille masses solaires. Compte tenu de la taille très réduite de l'amas, il n'est pas certain qu'il soit possible que toute cette masse soit constituée d'étoiles. Dans ce cas, elle devrait être constituée par un trou noir de masse intermédiaire.
Des travaux présentés en 2002 par Antony A. Stark et Chris L. Martin, qui ont cartographié la densité du gaz dans une région de 400 années-lumière autour du centre galactique, ont révélé qu'un anneau d'une masse de plusieurs millions de masses solaires était en train de se constituer. Cet anneau serait proche de la densité critique qui permet la formation d'étoiles. Ils prédisent que le centre galactique sera le siège d'un sursaut de formation stellaire dans environ 200 millions d'années. De nombreuses étoiles se formeront alors rapidement et exploseront en supernovas à un taux 100 fois plus élevé qu'à l'heure actuelle. Le sursaut sera peut-être accompagné d'un jet galactique dû à l'augmentation du taux d'accrétion sur le trou noir central. On pense que de tels sursauts de formation stellaire se produisent tous les 500 millions d'années dans la Galaxie.
Comme l'étoile S2 sera le plus proche de ce centre galactique en 2018, les effets de relativité générale d'Albert Einstein pourront être vérifiés. En effet, en passant à 17 heures-lumière du centre, l'étoile arrivera théoriquement à une vitesse de près de 8 000 km/s, soit 2,5 % de celle de la lumière.

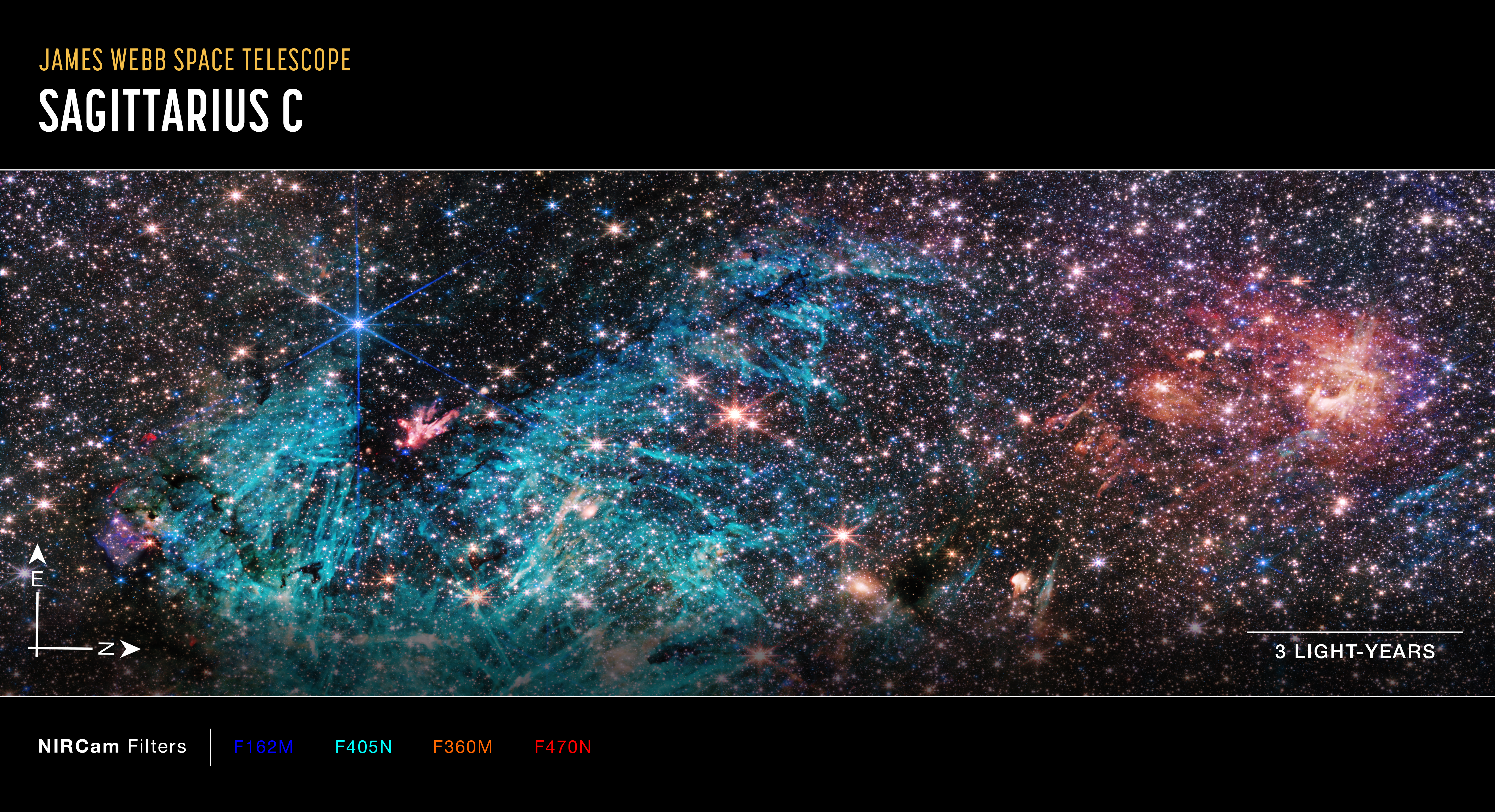
Image de Sagittarius C, obtenue par le télescope spatial James Webb en 2023 (NASA). Région HII en bleu ; amas de protoétoiles en rouge en forme d'hydre.

En 2023, le télescope spatial James Webb a réalisé une observation en infrarouge. L'image obtenue présente une structure très compliquée au centre galactique, Sagittarius C, y compris un amas de protoétoiles ainsi que de grandes structures en forme d'aiguilles. Les mécanismes physiques de ces formations restent inconnus. Cette vaste région HII n'a jamais été découverte auparavant, car ces aiguilles en chaos n'ont aucune direction commune, ce qui a besoin d'établir une explication. En outre, les scientifiques ont identifié au moins deux nuages sombres, un grand à l'arrière de la protoétoile et un petit. Dans ces régions où la formation des étoiles est en plein, les matériaux sont tellement denses que même la lumière infrarouge n'est pas capable de sortir,.
En 2023 également, l'équipe de Frédéric Marin, chercheur CNRS au sein de l'Observatoire astronomique de Strasbourg, pointe le télescope spatial IXPE vers le centre galactique. L'étude permet de démontrer, par la mesure de la polarisation des rayons X, que Sgr A* a eu une période d'intense activité d'accrétion il y a 200 ans de cela. Pendant une durée d'environ un an, la luminosité des rayons X de Sgr A* a brièvement été comparable à celle d'une galaxie de Seyfert, c'est-à-dire un quasar de faible luminosité. Cette découverte a permis de mettre en évidence que les trous noirs supermassifs au centre des galaxies dites quiescentes possèdent un cycle d'accrétion plus court et bien plus intense qu'estimé jusque là.

## Distance
Dans une étude pré-publiée en juillet 2018, la distance est estimée à (8 122 ± 31) parsecs, soit (26 490 ± 101) années-lumière. Une nouvelle étude, pré-publiée en avril 2019, donne une distance estimée plus précisément à (8 178 ± 26) parsecs, soit (26 673 ± 83) années-lumière.

## Coordonnées du centre galactique
Les coordonnées équatoriales du centre galactique (époque J2000.0) sont :
- ascension droite (α) : 17h 45m 40,04s ;
- déclinaison (δ) : −29° 00′ 28,1″.

Les coordonnées galactiques du centre galactique (époque J2000.0) sont :
- longitude galactique (ℓ) : 359,9443° ;
- latitude galactique (b) : −00,0462°.

## Constantes galactiques
En 1985, l'Assemblée générale de l'Union astronomique internationale a recommandé l'utilisation des valeurs suivantes pour, d'une part, la distance du Soleil au centre galactique (notée R0) et, d'autre part, la vitesse circulaire du Soleil autour du centre galactique (θ0) :
- R0 = 8,5 ± 1,1 kpc (∼27 700 al) ;
- θ0 = 220 km s−1.

Elle n'a pas recommandé de valeurs pour les constantes d'Oort (notées A et B) mais a remarqué qu'avec les valeurs recommandées pour R0 et θ0, la différence A – B vaut :
- A – B = 25,9 km s−1 kpc−1.